# Роберт-Ли
Роберт-Ли (англ. Robert Lee) — город в США, расположенный в северо-западной части штата Техас, административный центр округа Кок. По данным переписи за 2010 год число жителей составляло 1049 человек, по оценке Бюро переписи США в 2017 году в городе проживало 1026 человек.

## История

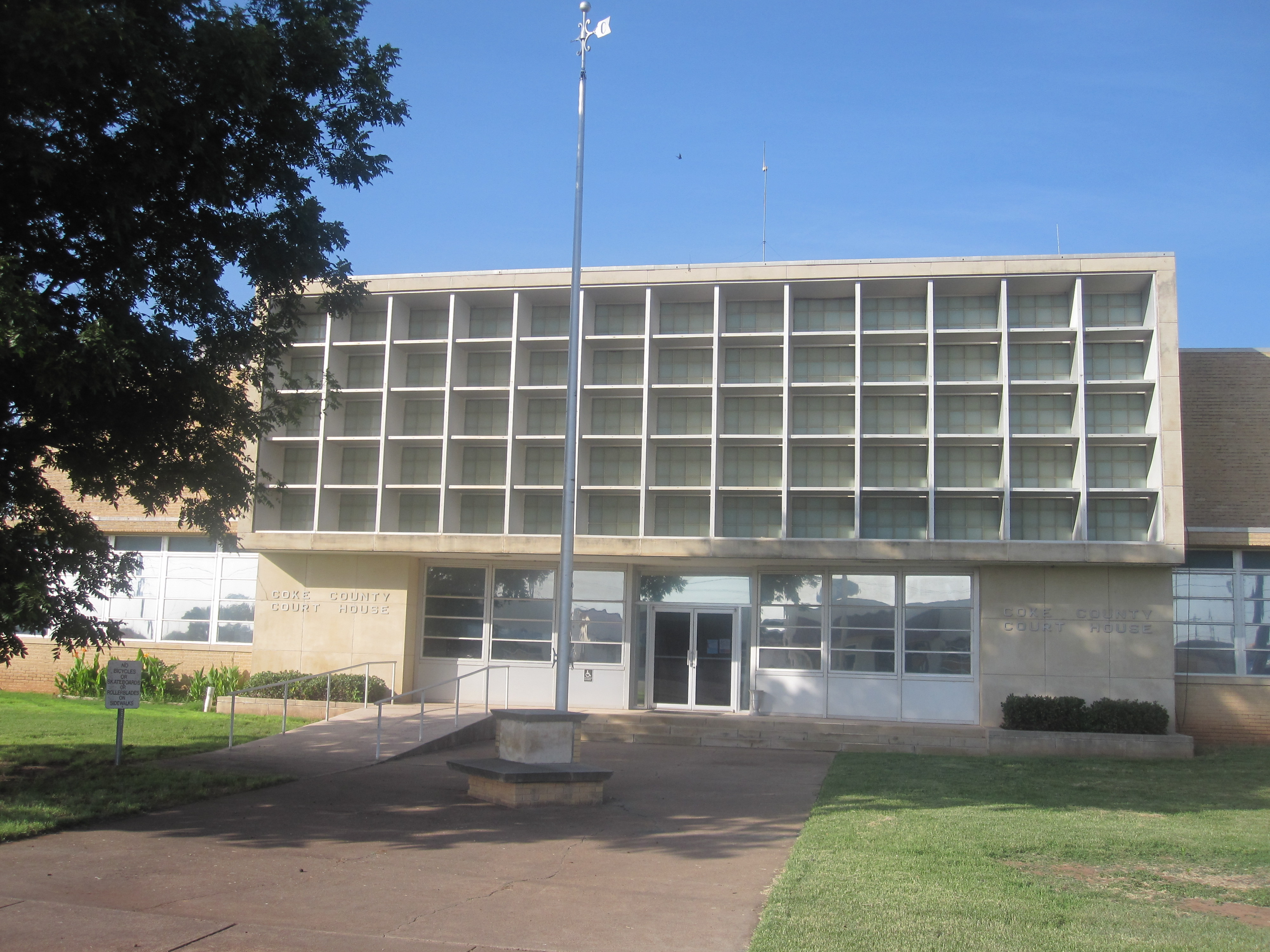
Здание суда круга Кок

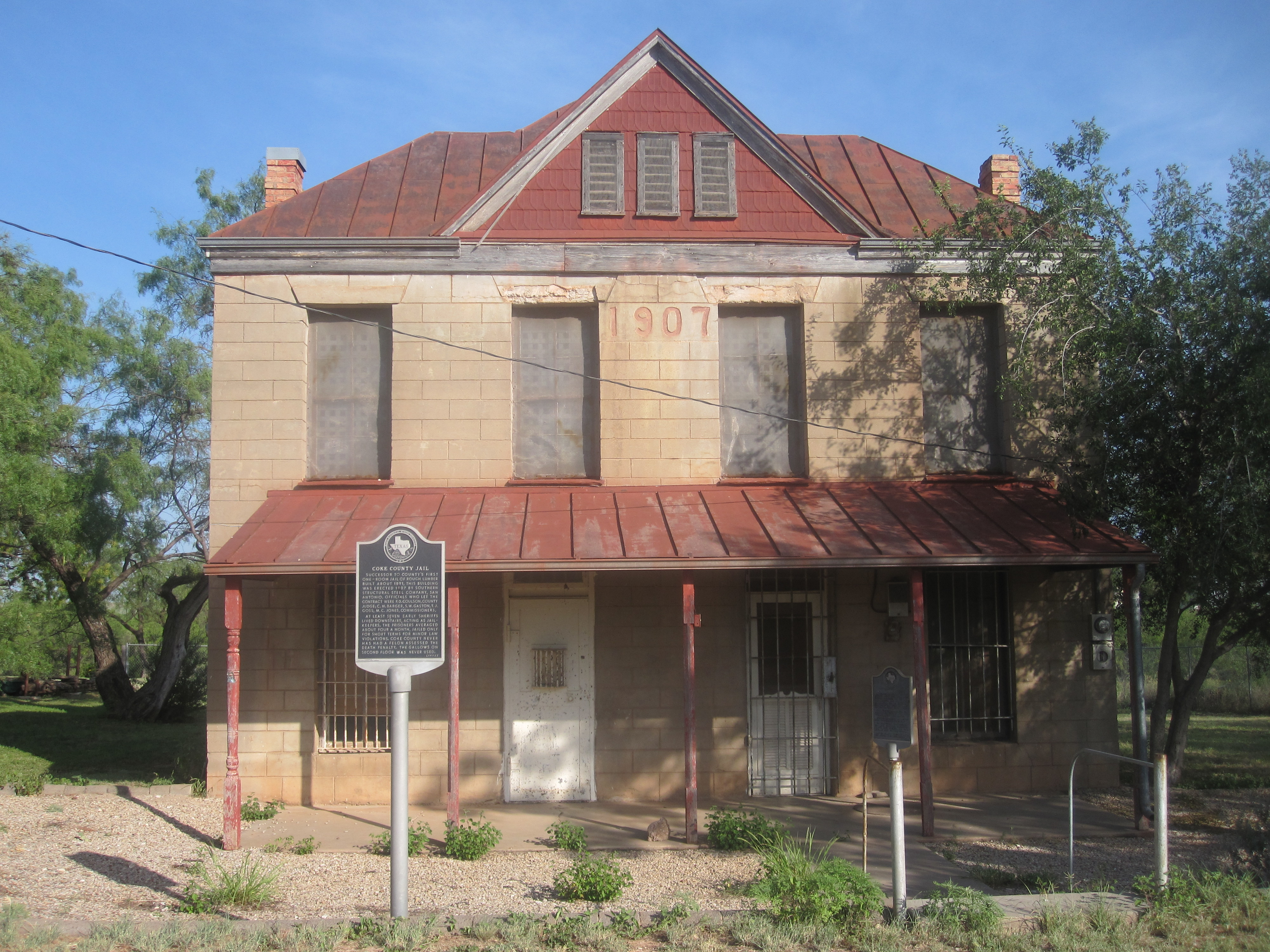
Тюрьма округа Кок в 1907 году

Город был основан землевладельцами Картлиджем и Харрисом и назван в честь генерала армии Конфедеративных Штатов Америки Роберта Эдварда Ли. Бизнесмены начали агитацию за перенос административного центра округа из более развитого города Хэйрик, утверждая, что город находился далеко от центра округа и не имеет достаточных запасов воды. В 1891 году Роберт-Ли опередил Хэйрик в голосовании, и жители Хэйрика практически сразу перебрались в новый центр. В том же году было открыто почтовое отделение, а к 1892 году в городе проживало около 570 человек и было более 20 предприятий, в том числе банк и еженедельную газету Coke County Rustler.
В 1891 году было построено первое каменное здание суда округа, прослужившее до 1956 года. В 1929 году город принял устав, началось формирование местных властей. Роберт-Ли является коммерческим и юридическим центром региона, а также поставляет необходимые для нефтедобычи товары и услуги.

## География

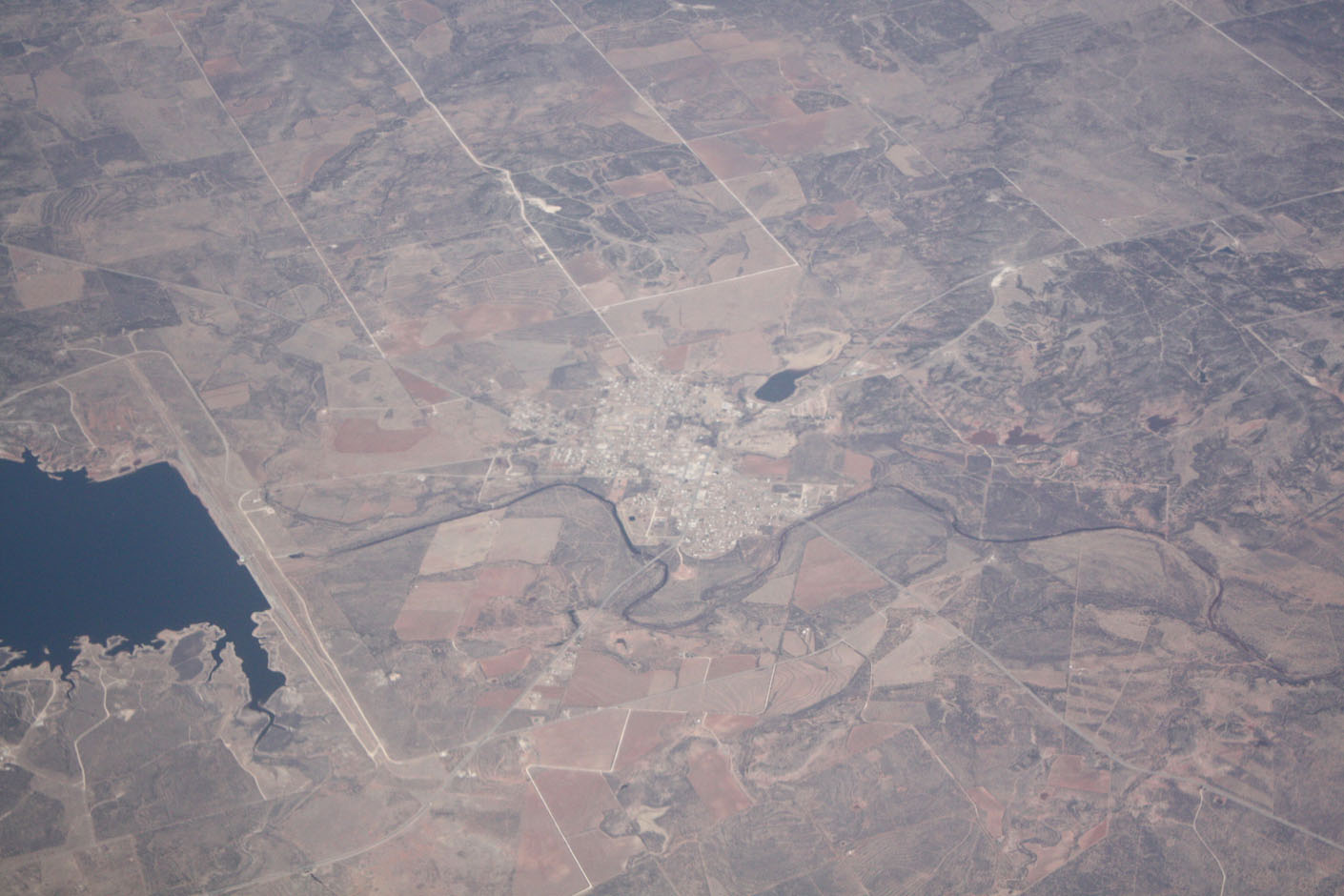
Вид на город с воздуха, январь 2009

Роберт-Ли находится в центральной части округа, его координаты: 31°53′41″ с. ш. 100°29′08″ з. д..
Согласно данным бюро переписи США, площадь города составляет около 3 км2, практически полностью занятых сушей.

### Климат
Согласно классификации климатов Кёппена, в Роберт-Ли преобладает семиаридный климат низких широт (Bsh).
| Показатель                    | Янв. | Фев. | Март | Апр. | Май  | Июнь | Июль | Авг. | Сен. | Окт. | Нояб. | Дек. | Год  |
| ----------------------------- | ---- | ---- | ---- | ---- | ---- | ---- | ---- | ---- | ---- | ---- | ----- | ---- | ---- |
| Средний суточный максимум, °C | 14,1 | 17,2 | 21,8 | 26,6 | 30,5 | 33,7 | 35,8 | 35,2 | 31,4 | 26,4 | 19,7  | 15   | 25,6 |
| Средний суточный минимум, °C  | −1,7 | 0,8  | 5,1  | 9,8  | 15,7 | 20,2 | 22,2 | 21,6 | 17,6 | 11,2 | 4,4   | −0,5 | 10,5 |
| Норма осадков, мм             | 21   | 31   | 27   | 44   | 82   | 74   | 37   | 58   | 88   | 69   | 29    | 25   | 585  |
| Источник: weatherbase.com     |      |      |      |      |      |      |      |      |      |      |       |      |      |

## Население

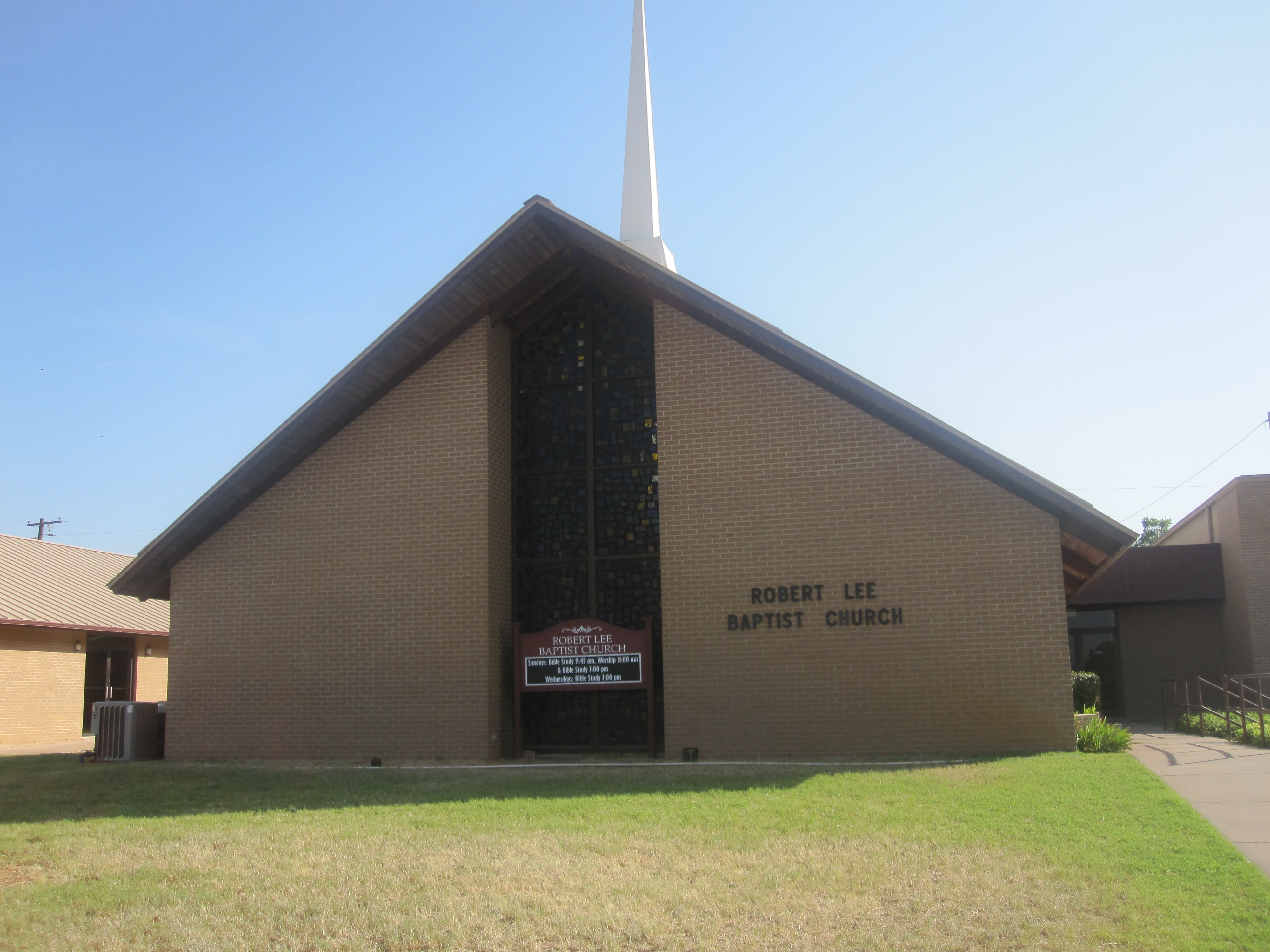
Баптистская церковь города

Согласно переписи населения 2010 года в городе проживало 1049 человек, было 452 домохозяйства и 293 семьи. Расовый состав города: 89,1 % — белые, 0,1 % — афроамериканцы, 2,1 % —
коренные жители США, 0 % — азиаты, 0 % — жители Гавайев или Океании, 5,9 % — другие расы, 2,8 % — две и более расы. Число испаноязычных жителей любых рас составило 23,3 %.
Из 452 домохозяйств, в 27,7 % живут дети младше 18 лет. 51,3 % домохозяйств представляли собой совместно проживающие супружеские пары (15,7 % с детьми младше 18 лет), в 9,7 % домохозяйств женщины проживали без мужей, в 3,8 %
домохозяйств мужчины проживали без жён, 35,2 % домохозяйств не являлись семьями. В 32,1 % домохозяйств проживал только один человек, 18,4 % составляли одинокие пожилые люди (старше 65 лет). Средний размер домохозяйства составлял 2,32 человека. Средний размер семьи — 2,89 человека.
Население города по возрастному диапазону распределилось следующим образом: 24,5 % — жители младше 20 лет, 19,2 % находятся в возрасте от 20 до 39, 30,6 % — от 40 до 64, 25,6 % — 65 лет и старше. Средний возраст составляет 45,8 года.
Согласно данным опросов пяти лет с 2013 по 2017 годы, медианный доход домохозяйства в Роберт-Ли составляет 44 559 долларов США в год, медианный доход семьи — 57 917 долларов. Доход на душу населения в городе составляет 22 331 долларов. Около 20 % семей и 23,6 % населения находятся за чертой бедности. В том числе 34,6 % в возрасте до 18 лет и 17 % старше 65 лет.

## Местное управление

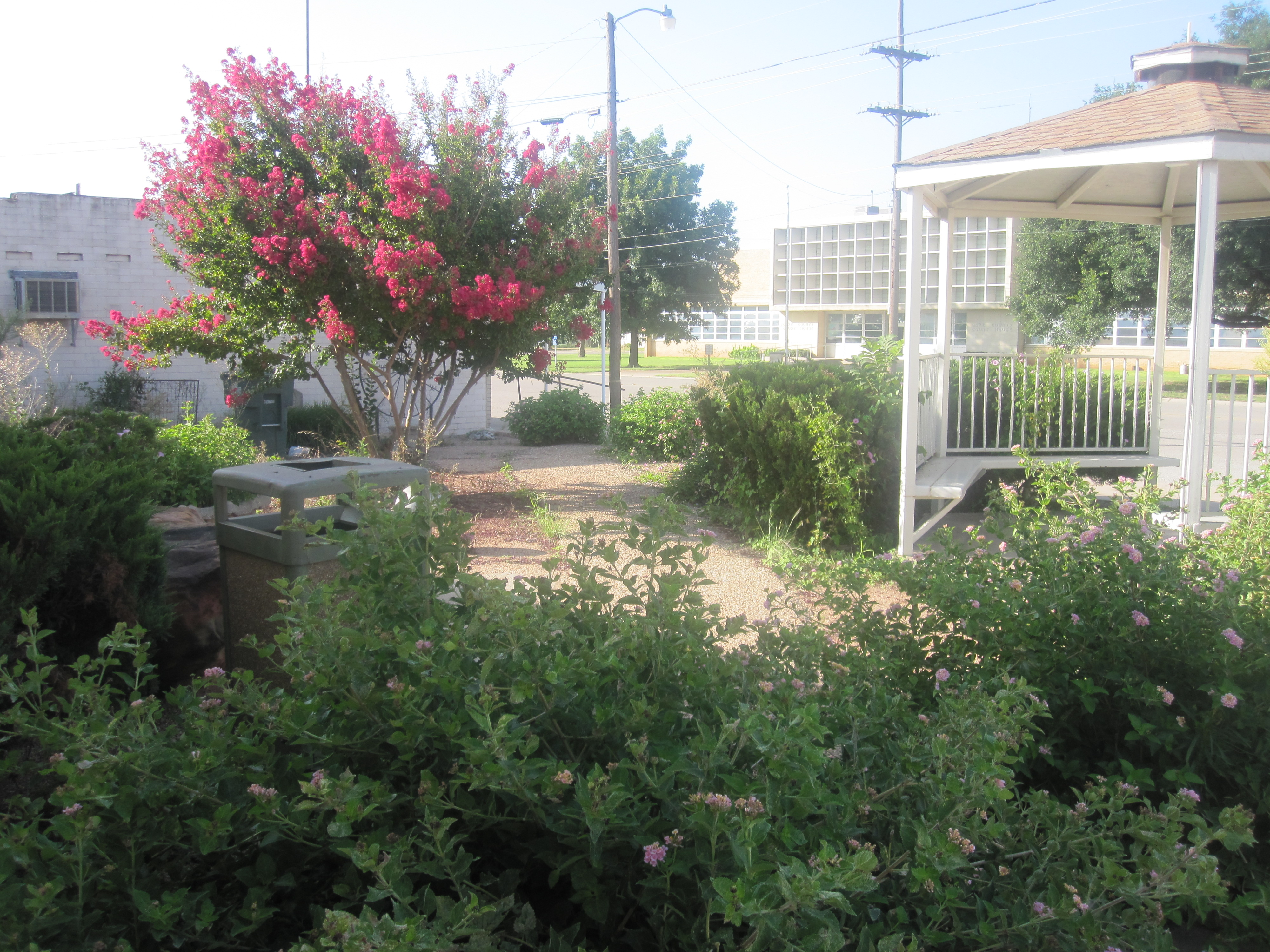
Лужайка рядом с городской ратушей Роберт-Ли

Управление городом осуществляется мэром и городским советом, состоящим из 5 человек.
Другими важными должностями, на которые происходит наём сотрудников, являются:
- Городской секретарь
- Городской юрист
- Шеф пожарной охраны

## Инфраструктура и транспорт
Основными автомагистралями, проходящими через Роберт-Ли, являются:
- автомагистраль 158 штата Техас идёт с востока от Баллинджера на запад к Стерлинг-Сити.
- автомагистраль 208 штата Техас идёт с севера от Колорадо-Сити на юг к Сан-Анджело.

Ближайшим аэропортом, выполняющим коммерческие рейсы, является региональный аэропорт в Сан-Анджело. Аэропорт находится примерно в 70 километрах к югу от Роберт-Ли.

## Образование
Город обслуживается независимым школьным округом Роберт-Ли.